# George Hurst
George Hurst (* 20. Mai 1926 in Musselburgh; † 15. September 2012 in Edinburgh), Sohn eines rumänischen Vaters und einer russischen Mutter war ein britischer Dirigent und Professor für Musik am Royal College of Music in London.

## Jugend
Hurst studierte Klavier bei Julius Isserlis, dem Großvater des Cellisten Steven Isserlis. Nach dem Ausbruch des Zweiten Weltkriegs wurde er nach Kanada geschickt, wo er seine Ausbildung an der Bishop’s College School in Lennoxville, Quebec und am Royal Conservatory of Music in Toronto, Ontario fortsetzen konnte. Schon während seiner Studienzeit in Toronto erkannte man seine Begabung zu komponieren.

## Künstlerisches Wirken und Lehre
Schon 1947, mit 21 Jahren, bekam er eine Professur für Komposition am Peabody Institute in Baltimore, wo er mit Pierre Monteux während seines Aufenthalts in den Vereinigten Staaten zusammen arbeitete und mit dem er seine praktische und theoretische Routine weiter vertiefte. Künstlerisch war er in seiner Zeit in Nordamerika ab 1950 dem York Symphony Orchestra (Pennsylvania) verbunden. Die Zeit dieser Zusammenarbeit reichte auch noch bis 1955 obwohl er 1953 wieder nach Großbritannien zurückkehrte. Nach seiner Rückkehr in das Vereinigte Königreich übernahm er die Stelle eines zweiten Dirigenten beim London Philharmonic Orchestra unter Sir Adrian Boult, mit dem er 1956 auf eine Tournee durch die Sowjetunion ging. Danach übernahm er von 1958 bis 1968 die Stelle des Chefdirigenten beim BBC Northern Orchestra, dem späteren BBC Philharmonic. Unter seiner Leitung brachte er 1966 in Manchester zum ersten Mal das Oratorium der Gurre-Lieder von Arnold Schoenberg zur Aufführung, sowie die Premiere des Lyrischen Konzerts für Violine und Orchester von Thomas Pitfield. Gleichzeitig bekleidete er ab 1960 die Stelle eines Gastlehrers an der Sherborne Summer School of Music, der ehemaligen Canford Summer School of Music.
1968 wechselte er nach Bournemouth an das dort beheimatete Bournemouth Symphony Orchestra, wo er noch im selben Jahr die Bournemouth Sinfonietta gründete, an der er bis 1974 als künstlerischer Leiter tätig war. Seine Abneigung gegen administrative Aufgaben erklärt die Vakanz des Musikdirektors in den Jahren von 1969 bis 1972 obwohl er wohl mehr oder weniger in dieser Zeit als Chefdirigent des Orchesters zu gelten hat, Hurst leitete in London mit dem Bournemouth Symphony Orchestra die Zweite Sinfonie von Malcolm Williamson am 31. Oktober 1969. Als Gastprofessor lehrte er ab 1983 an der Royal Academy of Music in London, an der er auch bis zu seinem Tod die Position eines Dirigenten innehatte. Von 1986 bis 1989 war er erster Gastdirigent am BBC Scottish Symphony Orchestra und von 1990 bis 1993 in derselben Position am National Symphony Orchestra of Ireland.
Hurts Tonaufnahmen beinhalten Opern von Richard Wagner mit der New Philharmonia, Gustav Holsts Die Planeten mit dem Bournemouth Symphony Orchestra, Suiten aus Edward Elgars King Arthur und dem Starlight Express mit der Bournemouth Sinfonietta, sowie Elgars Erste Sinfonie.
Hurst war zwei Mal verheiratet. Er hinterließ nach seinem Tod seine zweite Frau, Denis Ham, die er 2007 ehelichte und eine Tochter aus seiner ersten Ehe.